# Woodfish
Woodfish är Astreams debutalbum, utgivet 1996 på Bad Taste Records.

## Låtlista
1. "Weekend Politican"
2. "Tired of Seattle"
3. "TC the Fly Flies Again"
4. "Toy Revolution"
5. "Alone"
6. "Attila in the Bum"
7. "Miss Universe"
8. "Denis"
9. "Henry Lee & Dahmer"
10. "Seasonal Affective Disorder"
11. "Never Free"
12. "Gorenkogorocko!"
13. "Fantasy"

### Fotnoter
1. ↑  ”Woodfish”. Discogs.com. http://www.discogs.com/Astream-Woodfish/release/2116084. Läst 4 januari 2012.